# مات إدواردز
مات إدواردز (بالإنجليزية: Matt Edwards)‏ هو ملحن ومنتج أسطوانات ودي جيه بريطاني، ولد في 4 يونيو 1975 في لندن في المملكة المتحدة.